# Daniela Morales
Daniela del Carmen Morales Verde, là một người mẫu và là người giữ danh hiệu cuộc thi (sinh ngày 11 tháng 5 năm 1988 tại Cumaná, Venezuela), người được đại diện cho bang Sucre trong cuộc thi Hoa hậu Venezuela 2009 vào ngày 24 tháng 9 năm 2009. Cô là một kỹ sư viễn thông.
Cô bước vào Teen Model Venezuela 2004, và xếp thứ 6.